# Аникей, Светлана Владимировна
Светлана Владимировна Аникей (бел. Святлана Уладзіміраўна Анікей, род. 7 февраля 1977, Минск, Белорусская ССР, СССР) — белорусская актриса театра и кино. Актриса Национального академического театра имени Янки Купалы.

## Биография
Светлана Владимировна родилась 7 февраля 1977 года в Минске. По отцовской линии имеет польские корни.
В юности планировала стать художником, окончила колледж искусств имени Ахремчика. На последнем курсе она даже определилась, что станет модельером. Серьёзно занималась реставраций мебели, ездила по деревням в поиске уникальных белорусских деревянных вещиц. Однако в итоге всё-таки решила стать актрисой. С первой попытки поступила на театральный факультет Белорусской государственной академии искусств, попала к известному педагогу Лидии Алексеевне Монаковой.
В 1999 году окончила театральный факультет Белорусской государственной академии искусств (курс заслуженного деятеля искусств Беларуси Л. А. Манаковой).
С 1999 года — актриса Национального академического театра имени Янки Купалы.
В кино начала сниматься с 2003 года, дебютировав в фильме "Отель «Исполнение желаний».
26 августа 2020 года во время акций протестов в Беларуси покинула театр. В тот день заявление на увольнение удовлетворили 58 работникам театра, среди которых было 36 актёров. «Купаловцы» были несогласны с увольнением генерального директора театра Павла Латушко по политическим мотивам.

## Творчество

### Фильмография
- Отель «Исполнение желаний» (2003; дебют) —
- Эрик XIV (фильм-спектакль; 2004) — Карин, дочь Монса
- Скульптор смерти (2007) —
- Пантера (2007) —
- Ваша честь (2007) — Вероника
- Вызов-3 (2008) —
- Вызов-4 (2009) — Александра Сергеевна Дерюгина
- Сёмин (2009) — Юлия Кострикова
- Крах фаворита (2009) — Таня
- Детективное агентство «Иван да Марья» (2009) — Виола
- Тихий центр (2010) — Алия
- Тихий омут (2010) — Светлана
- Смертельная схватка (2010) — девушка Дроздова
- От сердца к сердцу (2010) —
- Месть (2010) — жена Василия
- Капитан Гордеев (2010) — Надежда Константиновна, учительница убитой девочки
- Гадание при свечах (2010) —
- Талаш (2011) — Таисия
- Семейный детектив (2011) — Наталья Лапина, бухгалтер
- Роман в письмах (2011) — секретарь декана
- Поцелуй Сократа (2011) — Инесса Смолова, подруга Лики
- Навигатор (2011) — Татьяна Аркадьевна, мама Оли
- Жила-была Любовь (2011) — Диана, медсестра
- Белые волки (2012—2013) — Сесиль Нуаре, правозащитница
- Сердце не камень (2012) — Евгения, жена Николая
- Охота на гауляйтера (2012) —
- Отель для Золушки (2012) — Тамара, дама в шубе
- Не уходи (2012) — Лида, медсестра
- Мать и мачеха (2012) — Вероника
- Сразу после сотворения мира (2013) — Люба
- Спасти или уничтожить (2013) — переводчица
- Сводная сестра (2013) — Арина
- Ой, ма-моч-ки! (2013) — Людмила Викторовна Крылович, преподаватель
- Нарочно не придумаешь (2013) — Надя, сестра Юрия
- Клянёмся защищать (2013) — завуч
- Уходящая натура (2014) — ассистент режиссёра
- Сон как жизнь (2014) — торговка на рынке
- Доброе имя (2014) — Юля Сысоева
- Врачиха (2014) — Галина Александровна, подруга Светланы
- Вместо неё (2014) — Наташа, мама Насти
- Обратная сторона Луны 2 (2015) — Ольга, дочь Сорокина
- Новый мир (Nowy Świat; 2015) — Ирина, новелла «Жанна»
- Неподкупный (2015) — Людмила Истомина, секретарь Куликова
- Капкан для звезды (2015) — Марина, метрдотель
- Домработница (2015) — Нина, подруга Ольги
- Расплата за счастье (2016) — Алина, заместительница Ильи
- Ненавижу (2016) — Альбина Соколова
- Любовь вне конкурса (2016) — Лариса Ивановна, кандидатка в няни
- Коварные игры (2016) — Людмила, предпринимательница
- Все возрасты любви (2016) — Жанна
- Чёрная кровь (2017) — Светлана
- Качели (2017) — Лора, жена Гарая
- Хрусталь (2018) — мать Вели
- Ускользающая жизнь (2018) — Ирина Митина, нотариус
- Дыра в голове (2018) —

## Награды
- Первая Национальная театральная премия в номинации «Лучшая женская роль» (роль Полины в драме «Не мой», 2011);
- Медаль Франциска Скорины (2020)[4].